# قادر طهماسبی

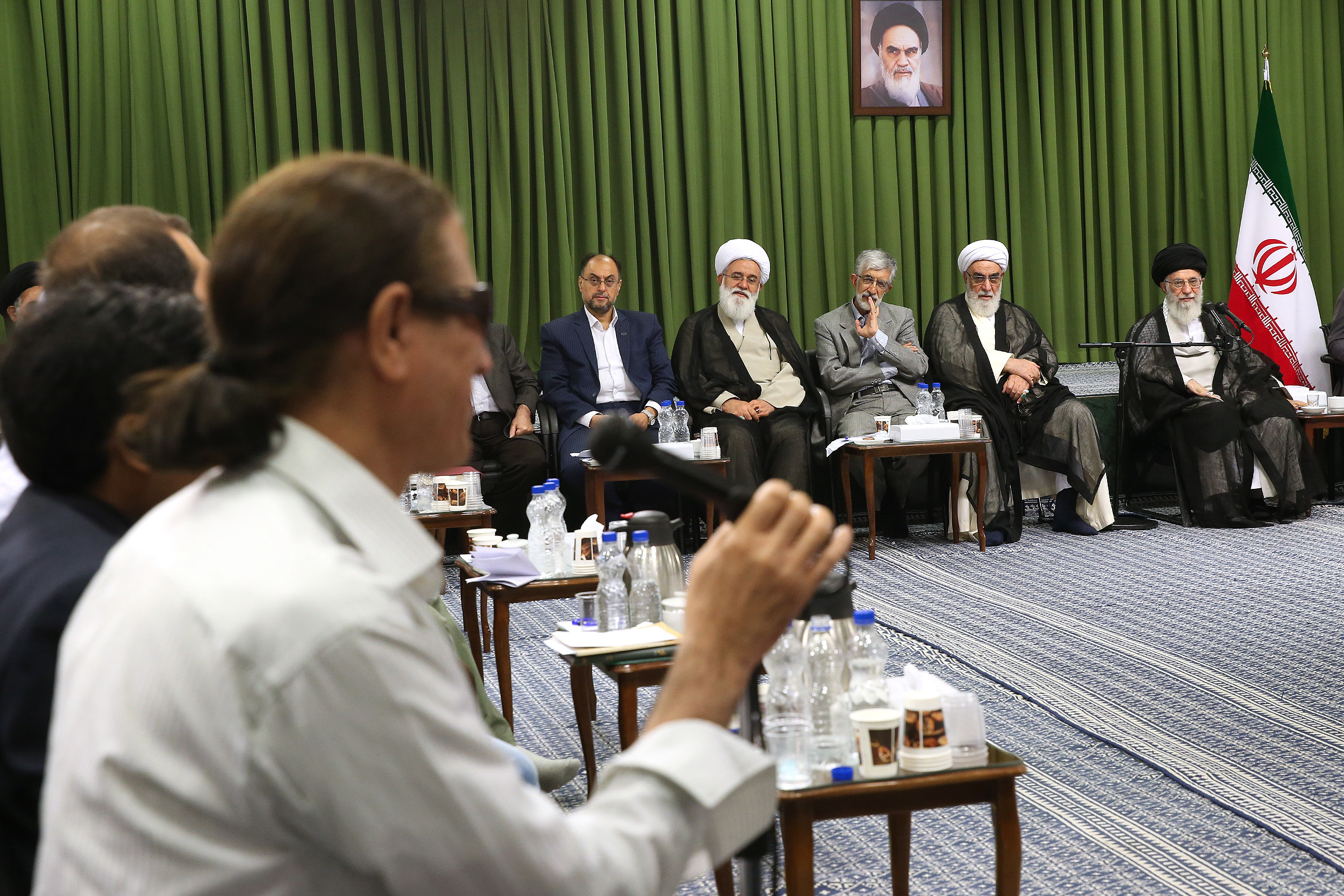
شعرخوانی طهماسبی در جلسه دیدار شاعران و اهالی ادب با علی خامنه‌ای، رمضان ۱۳۸۸

قادر طهماسبی (زادهٔ ۹ شهریور ۱۳۳۱ در میانه) شاعر و نویسندهٔ اهل ایران است. «مثنوی شهادت» با مطلع «سبکبالان خرامیدند و رفتند» از آثار اوست.

## زندگی‌نامه

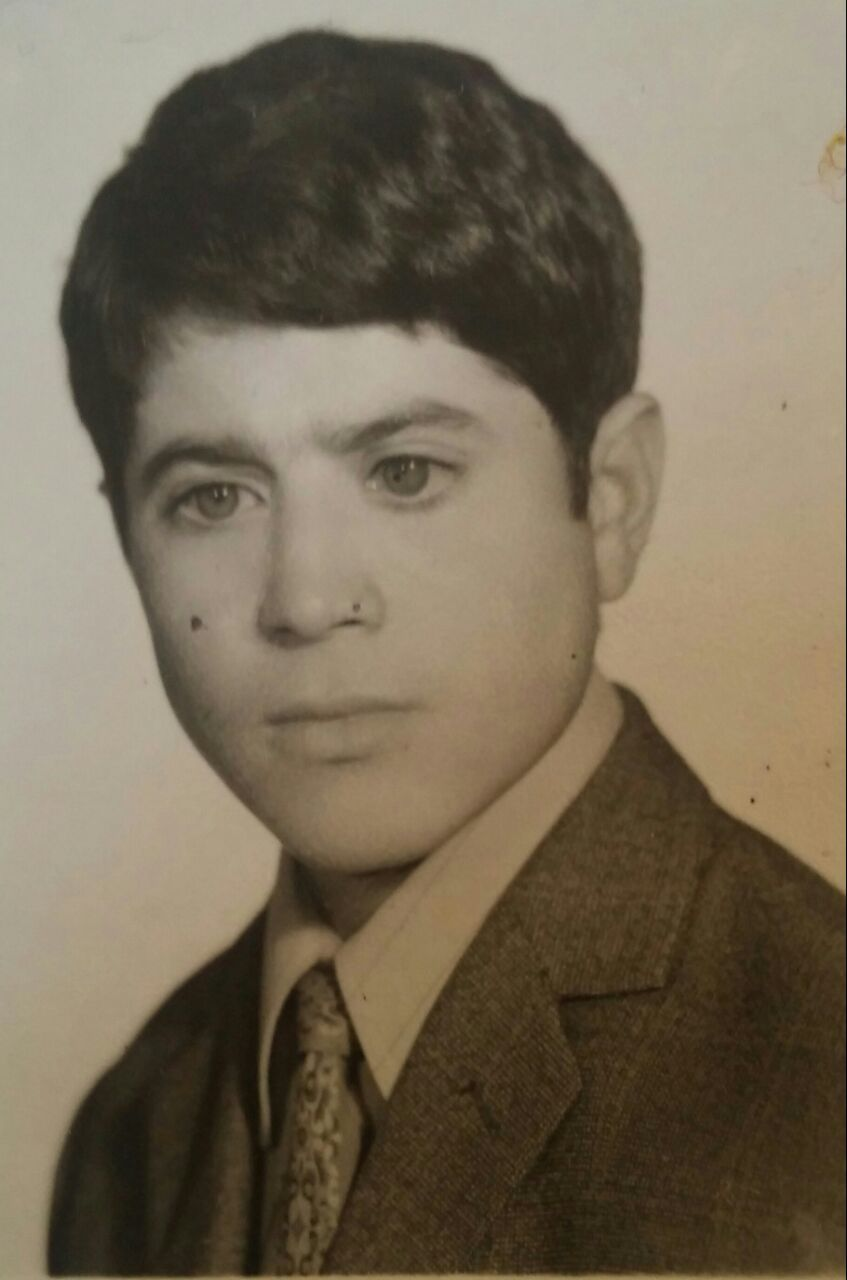
کودکی قادر طهماسبی

قادر طهماسبی متخلص به «فرید» در ۹ شهریور سال ۱۳۳۱ در شهرستان میانه متولد شد. تحصیلات ابتدایی و بخشی از متوسطه را در زادگاه خود گذراند. پس از آن، به علت شغل پدر، اقامت‌های کوتاه و بلند در شهرهایی چون: زاهدان، شیراز، مشهد، تبریز و تهران و اصفهان داشت. او در سال ۱۳۵۵ به سفارش یکی از دوستانش در اصفهان ساکن شد و در آن‌جا ازدواج کرد. در اصفهان به علت اشعار تند خود مورد اذیت و آزار ساواک بود. او در زمان انقلاب ۱۳۵۷ ایران ۲۶ ساله بود و فعالیت‌های انقلابی داشت. در زمان جنگ ایران و عراق نیز به صورت داوطلبانه حضور داشت.
او ابتدا به شغل عکاسی مشغول بود سپس عکاسی را کنار گذاشت و در مراکزی چون کانون پرورش فکری کودکان و نوجوانان، هنرستان هنرهای زیبا، امور تربیتی آموزش و پرورش، ستاد تبلیغات جنگ، انجمن‌های ادبی، بنیاد شهید، ارشاد اسلامی٬ جهادسازندگی٬ جهاد دانشگاهی و دانشگاه در دوره‌های مختلف فعالیت کرد.
سپس به عضویت هیأت علمی دانشکده ادبیات دانشگاه اصفهان منصوب شد اما به جهت پرداختن به پیشهٔ شاعری و فعالیت‌های اجتماعی انصراف داد. با این‌حال در دوره‌های مختلفی به تدریس در دانشگاه پرداخت. وی در صدا و سیمای اصفهان هم فعالیت داشت. پس از آن به تهران هجرت کرده و در دانشگاه تهران مشغول شد. همچنین به عنوان کارشناس شعر در حوزه هنری و بنیاد شهید به فعالیت پرداخت.
زندگی‌نامه، مقالات و نقدهای صاحب‌نظران در مورد شخصیت و شعر قادر طهماسبی و بررسی دوران شعری او، در کتابی با عنوان «شناخت‌نامه قادر طهماسبی» توسط «کاظم رستمی» گردآوری شده‌است.
او در اردیبهشت ۱۳۹۲ در چهارمین مراسم از سلسله برنامه‌های «شب شاعر» مورد تقدیر قرار گرفت.

## مضمون اشعار
اشعار قادر طهماسبی بیشتر در مضامینِ مذهبی، انقلابی و عارفانه سروده شده‌اند. شعر «مرکب بی سوار» و «خم سر بسته» در اوایل جنگ ایران و عراق توسط وی سروده شده‌است. شعر «کربلا در کربلا می‌ماند اگر زینب نبود» از دیگر آثار اوست. برخی از شاعران از جمله: «علی انسانی»، «یوسفعلی میرشکاک» و «علیرضا قزوه» در مورد محتوا و مضمون اشعار قادر طهماسبی نظر داده‌اند.

## آثار
«عشق بی غروب»
«روزی به رنگ خون»
«شکوفه‌های فریاد»
«پری ستاره‌ها»
«پری شدگان»
«ترینه»
«پری بهانه‌ها»
«تلاوت»
«هزار دست دعا»: معرفی و گزیده شعر ولایی قادر طهماسبی - محمدرضا سهرابی‌نژاد، حسین اسرافیلی

## آثار دربارهٔ او
- در سال ۱۳۸۸ یک پایان‌نامه کارشناسی ارشد در دانشکده ادبیات و علوم انسانی دانشگاه اصفهان با عنوان بررسی اصالت سبک شعر فرید (قادر طهماسبی) توسط مریم نافلی شهرستانی نگاشته شده‌است.[۱۶]
- در پاییز ۱۳۹۰ مجله علمی-پژوهشی پژوهش زبان و ادبیات فارسی مقاله ای با عنوان صور خیال در شعر فرید «قادر طهماسبی» به قلم محمود براتی و مریم نافلی منتشر نموده که اشعار وی را از نظر صور خیال بررسی نموده‌است.[۱۷]
- مجله علمی-پژوهشی ادبیات پایداری در سال ۱۳۹۰ مقاله ای با عنوان موسیقی درونی در شعر پایداری (نمونه شعر فرید «قادر طهماسبی») منتشر نموده که در آن اشعار فرید از سه دفتر شعر پری ستاره‌ها، پری بهانه‌ها و پری شدگان را از نظر موسیقی درونی مورد بررسی قرار داده‌است.[۱۸]
- در سال ۱۳۹۱ نیز مقاله ای علمی-پژوهشی با عنوان بازتاب درونمایه اشعار فرید «قادر طهماسبی» شاعر انقلاب و دفاع مقدس توسط مجله ادبیات پایداری به چاپ رسیده که به بررسی اشعار قادر طهماسبی پرداخته‌است.[۱۹]

## جوایز
قادر طهماسبی در دومین جشنواره شعر فجر به همراه محمدعلی مجاهدی، علی موسوی گرمارودی و محمدجواد غفورزاده موفق به کسب عنوان برگزیده در بخش اشعار آیینی شد.